# Puycasquier
Puycasquier è un comune francese di 439 abitanti situato nel dipartimento del Gers nella regione dell'Occitania.

## Società

### Evoluzione demografica
Abitanti censiti